# هند رستم
هند رستم (12 نوفمبر 1931  - 8 أغسطس 2011 )، هي ممثلة مصرية قدمت العديد من الأعمال السينمائية، وتُعد من أهم الممثلات في العصر الذهبي للسينما المصرية. لُقِّبت من قبل النقاد «ملكة الإغراء» و«مارلين مونرو الشرق».

## عن حياتها
ولدت في حي محرم بك بالإسكندرية شمال مصر وكان والدها ضابط في الشرطة، ولدت لعائلة أرستقراطية مصرية، من أب لأصول شركسية وأم مصرية. وقدمت أكثر من 74 فيلمًا سينمائيًا. وكان أول ظهور فني لها عام 1947، وفي عام 1949 ظهرت في أغنية «اتمخطري يا خيل» لمدة دقيقتين كـ«كومبارس» تركب حصانًا خلف ليلى مراد في فيلم غزل البنات مع نجيب الريحاني وليلى مراد ويوسف وهبي، ثم توالت بعد ذلك الأدوار الصغيرة حتى التقت بالمخرج حسن رضا الذي تزوّجها لاحقا، وبدأت رحلة النجومية في السينما، ولقد اشتهرت بأدوار الإغراء في السينما المصرية في خمسينيات القرن العشرين، وعرفت بألقاب عدة منها «ملكة الإغراء» و«مارلين مونرو الشرق» لشبهها الظاهر بالممثلة مارلين مونرو بشعرها الأشقر المعروف، وقدمت آخر أعمالها في عام 1979 خلال فيلم «حياتي عذاب» حيث قررت بعده اعتزال الفن نهائيا.

### حياتها الأسرية
تزوّجت مرتين، الأولى من المخرج حسن رضا وأنجبت منه ابنتها «بسنت» لكنها انفصلت عنه بعد ذلك، وتزوجت من الدكتور محمد فياض، وبعد زواجها منه اعتزلت الفن وتفرغت للاهتمام به وابنتها بسنت.

### وفاتها
توفيت هند رستم في الثامن من أغسطس عام 2011 عن عمر يناهز 79 سنة في إحدى المستشفيات الكبرى بمدينة الجيزة بعد صراع قصير مع المرض لم يدم أكثر من يومين حيث داهمتها أزمة قلبية نقلت على أثرها للعلاج في مركز الأطباء بمنطقة المهندسين.

## أعمالها السينمائية
- 1947: أزهار وأشواك
- 1947: الأب
- 1948: نرجس
- 1948: حب وجنون
- 1948: الروح والجسد
- 1949: غزل البنات
- 1949: على أد لحافك
- 1949: صاحبة الملاليم
- 1949: جواهر
- 1950: بابا أمين
- 1950: العقل زينة
- 1952: انتصار الإسلام
- 1952: الدم يحن
- 1953: طريق السعادة
- 1953: حب في الظلام
- 1953: جحيم الغيرة
- 1953: اللقاء الأخير
- 1954: قلوب الناس
- 1954: رسالة غرام
- 1954: دلوني يا ناس
- 1954: حدث ذات ليلة
- 1954: بنات حواء
- 1954: انتصار الحب
- 1954: الناس مقامات
- 1954: الملاك الظالم
- 1954: المحتال
- 1954: الستات مايعرفوش يكدبوا
- 1954: اعترافات زوجة
- 1955: جريمة حب
- 1955: بنات الليل
- 1955: الجسد
- 1957: نساء في حياتي
- 1957: لا أنام
- 1957: عشاق الليل
- 1957: صراع مع الحياة
- 1957: رد قلبي
- 1957: أنت حبيبي
- 1957: الحب العظيم
- 1957: ابن حميدو
- 1958: عواطف
- 1958: ساحر النساء
- 1958: رحمة من السماء
- 1958: توحة
- 1958: باب الحديد
- 1958: الحب الصامت
- 1958: الأخ الكبير
- 1958: إسماعيل يس في مستشفى المجانين
- 1959: لوكاندة المفاجآت
- 1959: قبلني في الظلام
- 1959: صراع في النيل
- 1959: بفكر في اللي ناسيني
- 1959: الحب الأخير
- 1959: بين السما والأرض
- 1960: نساء وذئاب
- 1960: رجل بلا قلب
- 1960: رجال في العاصفة
- 1960: حب في حب
- 1960: إشاعة حب
- 1961: فطومة
- 1961: غدا يوم آخر
- 1961: طريق الأبطال
- 1961: ست البنات
- 1961: دماء على النيل
- 1961: المراهق الكبير
- 1962: شفيقة القبطية
- 1963: امرأة على الهامش
- 1964: اعترافات زوج
- 1965: الوديعة
- 1965: الراهبة
- 1965: الحب الخالد
- 1966: هو والنساء
- 1966: شياطين الليل
- 1966: سيد درويش
- 1966: رجل وامرأتان
- 1966: تفاحة آدم
- 1966: الزوج العازب
- 1966: ثلاث لصوص
- 1967: العريس الثاني
- 1967: الخروج من الجنة
- 1969: الحلوة عزيزة
- 1971: ملكة الليل
- 1971: مدرستي الحسناء
- 1972: وكر الأشرار
- 1972: الرغبة والضياع
- 1972: أعظم طفل في العالم
- 1973: كلمة شرف
- 1974: عجايب يا زمن
- 1974: أنا وابنتي والحب
- 1975: الجبان والحب
- 1979: حياتي عذاب

## الجوائز والتكريمات

احتفال جوجل بذكرى ميلاد هند رستم بتاريخ 12 نوفمبر 2018

حصلت الفنانة هند رستم على العديد والكثير من الجوائز والأوسمة، منها الآتي:
- شهادة تقدير عن فيلم نساء في حياتي من مهرجان فينيسيا 1957 م
- جائزة النقاد عن فيلم الجبان والحب
- تم تكريمها من قبل جمعية العالم العربي بباريس
- تم تكريمها من قبل مهرجان القاهرة السينمائي الدولي 1993، تقديرا لأعمالها المتميزة في السينما.
- في يوم 12 نوفمبر 2018؛ أطلقت جوجل إشعارًا يحمل صورة هند رستم في محرك البحث على النطاق المخصص لمصر، والدول الناطقة بالعربية للاحتفال بذكرى ميلادها السابعة والثمانين.

## روابط خارجية
- هند رستم على موقع IMDb (الإنجليزية)
- هند رستم على موقع الدهليز
- هند رستم على موقع قاعدة بيانات الأفلام العربية
- هند رستم على موقع ألو سيني (الفرنسية)
- هند رستم على موقع أول موفي (الإنجليزية)
- هند رستم على موقع قاعدة بيانات الفيلم (الإنجليزية)
- هند رستم على موقع كينوبويسك (الروسية)